# Brasão de Aracaju

Brasão de Aracaju

O Brasão de Aracaju é um dos símbolos oficiais do município de Aracaju, estado de Sergipe. Foi criado pelo artista plástico Florival Santos e escolhido por concurso no centenário da cidade, sendo adotado pela lei n° 6, de 27 de janeiro de 1955.
O símbolo é composto por uma coroa mural com cinco torres (representando Aracaju como capital estadual), um escudo dividido em quatro partes, dois suportes de cavalos marinhos que seguram o escudo (simbolizando o litoral), e uma faixa azul na parte inferior do escudo com uma divisa em latim escrito "Pax et Labor", que significa "Paz e Trabalho".
Dentro do escudo estão elementos históricos e culturais da cidade, como a cruz, que simboliza a religiosidade do aracajuano; o cata-vento que faz alusão à produção de sal, importante fonte de renda no passado da cidade; o coqueiro que faz parte da flora local e um importante produto agrícola; a roda dentada que representa o trabalho e a modernidade..